# Dicranomyia chillcotti
Dicranomyia chillcotti là một loài ruồi trong họ Limoniidae. Chúng phân bố ở miền Tân bắc.